# Brzóza (gmina)
Brzóza – dawna gmina wiejska istniejąca do 1954 roku w woj. kieleckim. Siedzibą władz gminy była Brzóza. 
W okresie międzywojennym gmina Brzóza należała do powiatu kozienickiego w woj. kieleckim. Po wojnie gmina zachowała przynależność administracyjną. Według stanu z dnia 1 lipca 1952 roku gmina składała się z 9 gromad: Adamów, Brzóza, Cecylówka, Maciejowice, Marianów, Sewerynów, Stanisławów, Ursynów i Wólka Brzózka.
Jednostka została zniesiona 29 września 1954 roku wraz z reformą wprowadzającą gromady w miejsce gmin. Po reaktywowaniu gmin z dniem 1 stycznia 1973 roku gminy Brzóza nie przywrócono, a jej dawny obszar wszedł głównie w skład gminy Głowaczów w tymże powiecie i województwie.
Zobacz też: gmina Brzóza Królewska